# Saeta FSC
Saeta Fútbol Sala Club es un equipo Colombiano de fútbol de salón de la ciudad de Bogotá. Fue fundado en 1984 con el objetivo de promocionar la firma deportiva Saeta. Su logro más importante fue el subtítulo del Mundial de Clubes FIFUSA que se realizó en Bogotá en el año 1999, dejando como campeón del certamen al equipo Rubio Ñu de Paraguay, pero en 2014 logró el campeonato profesional de microfutbol colombiano, convirtiéndose esta en su gesta más importante a nivel nacional. Participa en este torneo desde su creación en el año 2009. En el año 2012 decide suspender su participación de manera temporal en el torneo profesional siendo reemplazado ese año por Bogotá-Chocolates Felicci. En el año 2015, se retira de los torneos de futsal AMF para incursionar en la Liga Argos de futsal FIFA, con la respectiva sanción por parte de la Federación Colombiana de Fútbol de Salón. De esta manera, se convierte en el primer equipo nacional que participó en los dos torneos profesionales de futsal que existen en el país (y fue el único hasta el 2017, cuando el Club Deportivo Campaz de Cali pasa de la Liga Argos a la Copa Profesional de Microfútbol y Leones de Nariño pasa de la Copa de Microfútbol a la Liga Argos). También es el equipo donde debutó profesionalmente el jugador y posterior capitán de la selección Colombia de microfútbol, Jhon Pinilla, considerado el mejor del mundo en la actualidad según la Asociación Mundial de Futsal (AMF).

## Uniforme
Al ser propiedad de Saeta, esta provee a su equipo de la indumentaria. Saeta es conocida por haber provisto anteriormente a Santa Fe y a Millonarios
- 1ªequipación: Camiseta Blanca con franjas laterales azules; Pantalón Blanco con franjas laterales azules; Medias blancas bordadas con el logotipo de saeta y su escudo .
- 2ªequipación: Camiseta azul oscura con franjas naranjas a los costados; Pantalón naranja; Medias blancas con el logotipo de saeta y su escudo.

## Palmarés

### Torneos Nacionales
- Copa Profesional de Microfútbol: 2014
- Copa Semiprofesional Doria/Promasa: 1993.[2]
- Subcampeón Copa Profesional de Microfútbol (1): 2011

### Torneo Internacionales
- Subcampeón Campeonato Mundial de Clubes FIFUSA (1): 1999